# کلیسای سیستین

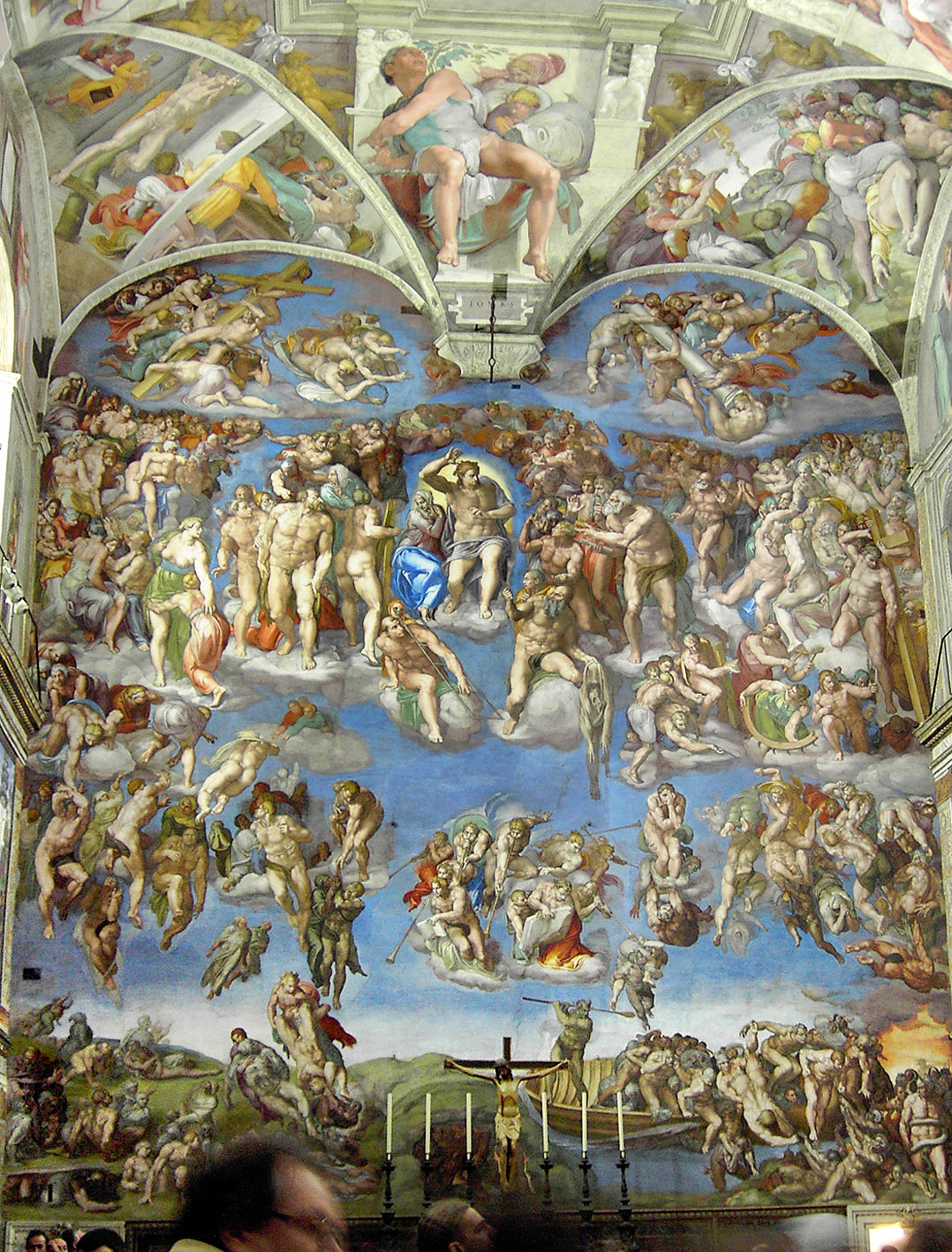
قضاوت نهایی اثر میکل آنژ

کلیسای سیستین ((به لاتین: Sacellum Sixtinum); (به ایتالیایی: Cappella Sistina)) یک کلیسای بزرگ و معروف در شهر واتیکان است و در کاخ رسالت قرار گرفته که اقامتگاه رسمی پاپ محسوب می‌شود.
کلیسای سیستین در کاخ آپوستولیک واقع شده و ابتدا به نام کاپلا ماگنا (Cappella Magna) یا «کلیسای بزرگ» شناخته می‌شد، اما نام فعلی خود را از پاپ سیکستوس چهارم (Sixtus IV) گرفته است که در سال‌های ۱۴۷۳ تا ۱۴۸۱ آن را بنا کرد. از آن زمان تاکنون، این کلیسا به‌عنوان مکانی برای فعالیت‌های مذهبی و رسمی پاپی مورد استفاده قرار گرفته است.
این کلیسا محل برگزاری همایش گزینش پاپ جدید است که پس از مرگ، استعفا یا برکناری پاپ برای انتخاب پاپ جدید با شرکت تمامی کاردینال‌های کلیساهای کاتولیک برگزار می‌شود. کلیسای سیستین همچنین به خاطر معماری و تزئینات فرسکوی هنرمندان عصر رنسانس همچون میکل آنژ، ساندرو بوتیچلی، پیترو پروجینو، پینتوروچیو و دیگران مشهور است. میکل آنژ ۱٬۱۰۰ متر مربع از سقف نمازخانه را در سال‌های ۱۵۰۸ تا ۱۵۱۲ میلادی و زیر قیمومیت پاپ ژولیوس دوم نقاشی کرد. نقاشی‌های سقف کلیسای سیستین و به ویژه اثر واپسین داوری (۱۵۳۴–۱۵۴۱) از شاهکارهای هنر نقاشی میکل آنژ به‌شمار می‌روند.
کلیسای سیستین بیشتر به خاطر نقاشی‌های دیواری مشهور خود شناخته می‌شود، به‌ویژه سقف کلیسا و نقاشی «داوری واپسین» (The Last Judgment) که هر دو اثر میکل‌آنژ هستند.
در زمان پاپ سیکستوس چهارم، گروهی از نقاشان برجسته رنسانس مانند ساندرو بوتیچلی، پی‌یترو پروجینو، پینتوریچیو، دومنیکو گیرلاندایو و کوزیمو روسلی، مجموعه‌ای از نقاشی‌های دیواری را بر روی دیوارهای کلیسا خلق کردند که شامل زندگی موسی و زندگی مسیح بود. این آثار در سال ۱۴۸۲ تکمیل شد و نخستین مراسم مذهبی در کلیسا در ۱۵ اوت ۱۴۸۳ برگزار شد.
بین سال‌های ۱۵۰۸ و ۱۵۱۲، میکل‌آنژ به سفارش پاپ ژولیوس دوم، سقف کلیسا را نقاشی کرد، پروژه‌ای که تأثیر عمیقی بر هنر غربی گذاشت و به عنوان یکی از بزرگ‌ترین دستاوردهای هنری بشریت شناخته می‌شود. او بین سال‌های ۱۵۳۵ و ۱۵۴۱، دوباره به کلیسا بازگشت و نقاشی «داوری واپسین» را بر روی دیوار محراب برای پاپ‌های کلمنت هفتم و پل سوم به تصویر کشید.
کلیسای سیستین علاوه بر شهرت هنری خود، همچنان مکانی برای برگزاری مراسم مذهبی مهم در تقویم پاپی باقی مانده و همچنین محل اجرای کنگره انتخاب پاپ (کونکلاو) است. در این مراسم، کاردینال‌ها برای انتخاب پاپ جدید گرد هم می‌آیند. دود سفید از دودکش کلیسا نشان‌دهنده انتخاب پاپ جدید و دود سیاه نشان‌دهنده عدم موفقیت در انتخاب است.

## نامگذاری
نمازخانه نام خود را از پاپ سیکتوس چهارم گرفته است. وی از ۱۴۷۷ تا ۱۴۸۰ اقدام به بازسازی ساختمان قدیمی تر کرد. در این دوره هنرمندانی همچون ساندرو بوتیچلی، پیترو پروجینو و دومنیکو گیرلاندایو به خلق فرسکوهایی که زندگی موسی و مسیح را به تصویر می‌کشید پرداختند. این نقاشی‌ها در ۱۴۸۲ به اتمام رسیدند و سیکتوس چهارم در ۱۵ اگوست ۱۴۸۳ انجام نخستین مراسم عشای ربانی را برای عروج مریم عذرا در کلیسای سیستین جشن گرفت.

## آفرینش آدم
آفرینش آدم نقاشی معروفی از میکل آنژ است که بر روی سقف نمازخانه سیستین دیده می‌شود. این اثر که چهارمین قاب بر روی سقف مشبک این کلیسا است، به سال ۱۵۱۱ توسط میکل آنژ هنرمند ایتالیایی کشیده شده است.

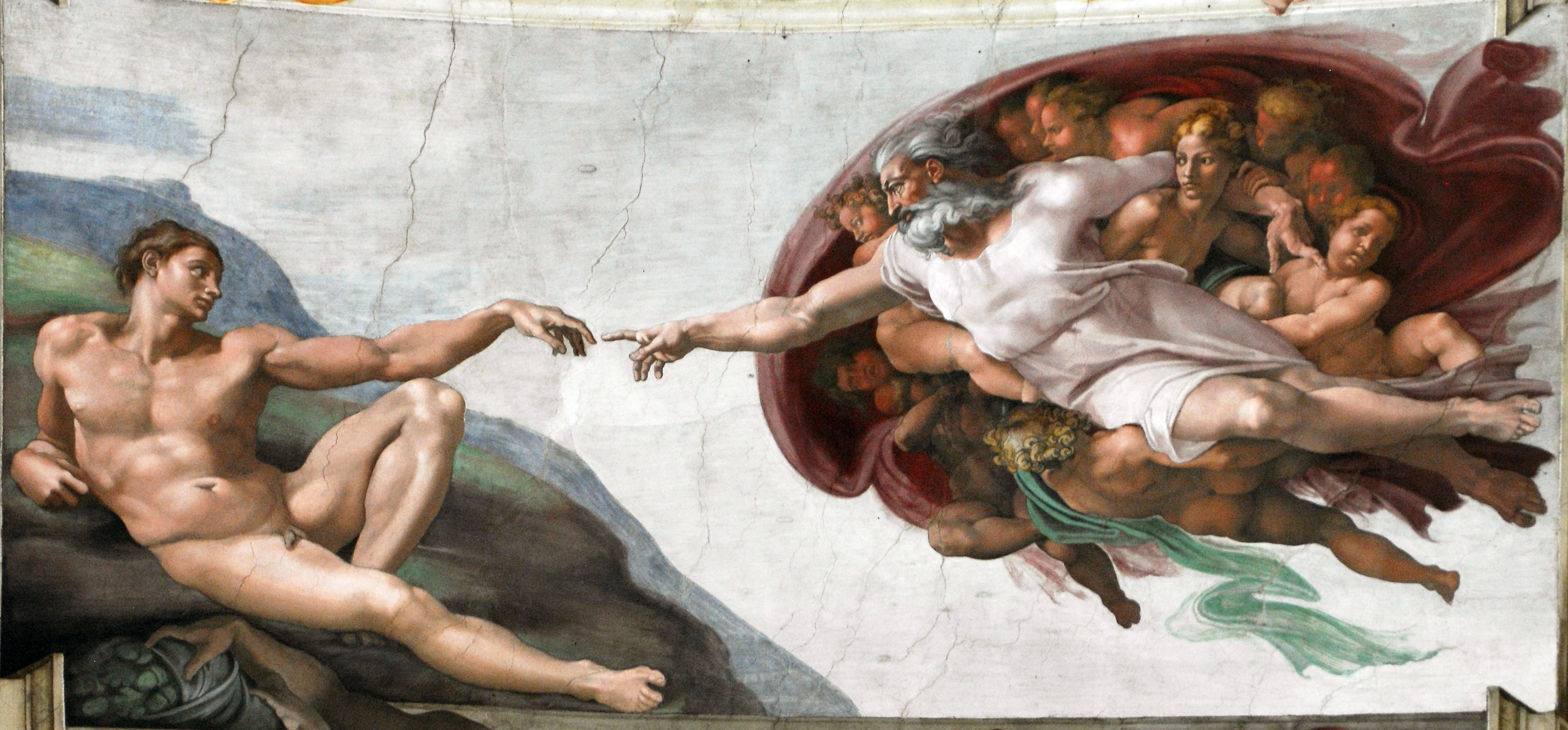
آفرینش آدم (۱۵۱۱ میلادی) اثر میکل آنژ

در آفرینش آدم، یکی از داستان‌های انجیل از کتاب آفرینش دیده می‌شود که در آن خدا با دمی حیات بخش به آدم زندگی می‌بخشد.
با کمی دقت می‌توان از نیمه راست تصویر، برشی عرضی از مغز انسان با جزئیاتی قابل توجه را تشخیص داد که نشان دهنده تسلط بالای نقاش بر آناتومی بدن انسان است. این اثر به همراه سایر بخش‌های کتاب آفرینش (پیامبران، هاتف لیبیایی، زکریا و…) بر روی سقف کلیسا در دهه هشتاد میلادی بازسازی شدند.